# Orden de San Lázaro de Jerusalén
La Orden Militar y Hospitalaria de San Lázaro de Jerusalén es una orden de caballería de carácter honorífico.
Siglos antes de llevarse a efecto las cruzadas, ya existían en Tierra Santa instituciones caritativas que cuidaban de la asistencia a los peregrinos que acudían a visitar los lugares testigos de la Pasión de Jesucristo.

## La Orden en las Cruzadas
El resultado de la Primera Cruzada fue la toma de Jerusalén el año 1099, los cruzados (al mando de Godofredo de Bouillón) tomaron posesión de la ciudad y la convirtieron en la capital del Reino Cruzado de Jerusalén. Los monjes de San Lázaro, que antes se ocupaban de cuidar a los leprosos, se apresuraron en ofrecer sus servicios a los nuevos reinos.
Curioso es que los lazaristas acogían a cualquier caballero de otra Orden que contrajera la lepra y era bien recibido entre ellos, siempre que guardara su regla. 
A partir del año 1115 formaron una comunidad independiente entre las Órdenes orientales, ya que algunos caballeros cruzados tomaron el papel de los monjes anteriores, tomando la regla de San Agustín. Puede citarse una bula de Pascual II, confirmando la regla y otra en 1255 del papa Alejandro IV, quien, dos años antes, los había puesto bajo la protección de la Santa Sede. Mientras esto sucedía, los caballeros de San Lázaro tomaban parte en una batalla, la de Gaza, el 18 de octubre de 1244, en aquella batalla murieron todos los combatientes.
Otros, de la misma Orden, lucharon junto con los caballeros templarios, los hospitalarios y los teutónicos, también bajo san Luis, en la desastrosa batalla de Mansura (1250) y también formaron parte de las Cruzadas de san Luis y en las expediciones a Siria (1250 a 1254). Los soldados del sultán de El Cairo asediaron la fortaleza de San Juan de Acre, que estaba en manos de los cristianos desde la primera cruzada. Al mando de los defensores estaban Los Maestres de las Órdenes del Temple y de San Lázaro. Ambos jefes perecieron en la batalla y después de una heroica resistencia, San Juan de Acre fue tomada por los musulmanes en 1291. Y con este hecho quedó determinada la caída de todo el reino latino de Jerusalén. Antes de que esto sucediera, la Orden de San Lázaro reconocida por varios Pontífices, entre ellos Inocencio IV y Paulo V, tuvo en la región de Palestina grandes posesiones, pero cuando el sultán Saladino ocupó Jerusalén, dio un año de plazo a las órdenes hospitalarias para abandonar la ciudad.
El rey de Francia Luis VII que había emprendido la Segunda Cruzada por penitencia, al volver a su país, en el año 1149 llevó con él a doce hermanos de San Lázaro y en 1154, hizo una donación a la Orden del castillo de Boigny, para que la misma estableciera su encomienda general, así la Orden se extendió por numerosas ciudades de Francia. Por su parte, cierto noble inglés, que admiraba a la Orden, introdujo en Inglaterra a los lazaristas, que fijaron su domiciliación en la ciudad de Burton Lazars.
Todos estos acontecimientos provocaron un gran cambio en la Orden porque, protegida por los reyes, llegó un momento en que fue más poderosa en Europa de lo que había sido en Asia.
Pero en las cruzadas no tuvieron tanto éxito, después de la caída de San Juan de Acre, los lazaristas que sobrevivieron fueron a refugiarse a la isla de Chipre. Otros se establecieron en Sicilia, en Capua, lugar del que fueron extendiéndose por toda Italia. La rama francesa de Boigny y la italiana de Capua fueron las más importantes, pero esto no fue óbice para que fundaran prioratos y encomiendas, aparte de la de Burton, en Hungría, Flandes y otros países de Europa.

## La Orden después de la Edad Media

Escudo de la Orden de San Lázaro.

En el año 1490, el papa Inocencio VIII tomó la decisión de unir la Orden de San Lázaro a la de San Juan de Jerusalén, sin embargo la rama francesa continuó autónoma, por lo que el papa León X anuló la unificación ordenada por su predecesor. Por su parte, el rey de Francia Enrique IV, unió a la Orden de San Lázaro la del Carmelo, en vista de que esta última languidecía y era conveniente su unificación con otra más poderosa.
La Orden de San Lázaro no desatendía, ni muchísimo menos, sus obligaciones militares ni su lucha contra el poder turco. En el siglo XVII los lazaristas armaron una flota para luchar contra los corsarios y piratas, eligiendo el puerto y ciudad de Saint Maló como centro de sus operaciones marítimas. La Orden llegó a reunir hasta diez fragatas y luchó valerosamente defendiendo la seguridad de las costas francesas.
Aún en el XVI, el papa Gregorio XIII dictó una bula por la que mandaba incorporar la Orden de San Lázaro a la de San Mauricio, formándose así la llamada Orden de San Mauricio y San Lázaro, y que se convirtió en una de las más distinguidas de Italia. Ocurrió algo semejante a la ocasión anterior, cuando otro papa trató de incorporarla a la de San Juan de Jerusalén. El Priorato de Sicilia acató la bula pontificia, pero no sucedió lo mismo con el gran maestre de los lazaristas de Boigny que, con varios prioratos y encomiendas, continuaron su vida independiente. Entre los grandes maestres desde el siglo XV están: los marqueses de Nerestang, de Luvois, de Dangeau, el duque de Berry, después Luis XVI y luego el conde de Provenza, más tarde rey con el título de Luis XVIII. Como caballeros de la Orden de San Lázaro en otros países, pueden citarse a los zares de Rusia, Pablo I y Alejandro I y al archiduque Leopoldo de Austria o los duques de Sevilla. El rey Luis XVIII de Francia y más tarde Carlos X, se declararon protectores de esta Orden.
En Francia había tres Órdenes importantes, muy antiguas: la del Espíritu Santo, la de San Luis y la de San Miguel. Junto a las Órdenes anteriores figuraba la de los lazaristas. Las exigencias que imponía el ingreso a la Orden de San Lázaro: nueve grados de nobleza, sin principio conocido, o remontándose a fecha incierta.
Pasados los turbulentos tiempos anteriores a la época contemporánea, la Orden de San Lázaro, permaneció, no extinguiéndose como algunas otras órdenes militares de caballería. Actualmente se halla representada en Francia, Alemania, Italia, Polonia, Holanda, Suiza, Portugal y España. Con fecha 26 de junio de 1935 registró la Orden sus estatutos en España. El 9 de mayo de 1940 fue reconocida con carácter oficial y declarada de utilidad pública en todo el territorio nacional, por orden que se publicó en el Boletín Oficial del Estado el 10 del mismo mes.

  
Su reglamento de la lucha contra la lepra fue aprobado por el decreto de 8 de marzo de 1946, que concede y asigna a la Orden Militar y Hospitalaria de San Lázaro de Jerusalén, importantes misiones. Los miembros de esta Orden se dividen en dos grupos: los miembros y los afiliados. Solo los primeros y aún entre estos, solo los caballeros de Justicia, pueden asistir a los Capítulos de sus respectivos Prioratos. Aparte de los de Justicia hay los de Devoción. Todos pueden ser caballeros, damas o eclesiásticos, pero es absolutamente preciso profesar la religión católica.

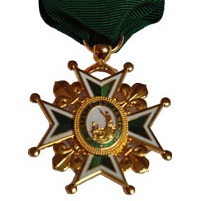
Insignia de la Orden.

Tras la reunificación de las dos Obediencias existentes hasta entonces (Obediencia de Malta y Obediencia de París) acaecida en la conferencia internacional de la Orden celebrada en Toronto en 2004 y ratificado por una amplia mayoría frente a la candidatura del príncipe Carlos Felipe de Orleans, el 48.º gran maestre de la única Orden Militar y Hospitalaria de San Lázaro de Jerusalén, Belén y Nazaret fue Francisco de Paula de Borbón y Escasany.
En solemne sesión de Investidura de la Orden de San Lázaro, celebrada en Mánchester el 12 de septiembre de 2008, fue nombrado 49.º gran maestre de la Orden Militar y Hospitalaria de San Lázaro de Jerusalén, Belén y Nazaret Carlos Gereda y de Borbón, a quien en 2018 sucedería Francisco de Borbón y von Hardenberg como 50.º gran maestre, quedando su padre, el duque de Sevilla, como gran maestre emérito. 
Tras la reunificación de las dos Obediencias existentes hasta entonces (Obediencia de Malta y Obediencia de París) acaecida en la conferencia internacional de la Orden celebrada en Toronto en 2004 y ratificado por una amplia mayoría frente a la candidatura del príncipe Carlos Felipe de Orleans, el 48.º Gran Maestre de la única Orden Militar y Hospitalaria de San Lázaro de Jerusalén, Belén y Nazaret fue Francisco de Paula de Borbón y Escasany.
En solemne sesión de Investidura de la Orden de San Lázaro, celebrada en Mánchester el 12 de septiembre de 2008, fue nombrado 49.º gran maestre de la Orden Militar y Hospitalaria de San Lázaro de Jerusalén, Belén y Nazaret Carlos Gereda y de Borbón, a quien en 2018 sucedería Francisco de Borbón y von Hardenberg como 50.º gran maestre, quedando su padre, el duque de Sevilla, como gran maestre emérito. El 50.º gran maestre contrajo matrimonio el 9 de octubre de 2021 luciendo el uniforme del cual se dota esta asociación, además de ostentar las condecoraciones sin reconocimiento oficial que la orden concede, ya que no forman parte de los reconocimientos que otorgan las instituciones del Estado, por lo que son un simple adorno. Destaca igualmente que tratándose de una orden de origen militar, su gran maestre no haya realizado el servicio militar. 
Los miembros, caballeros de Justicia, están obligados a probar de manera indubitable, la legitimidad de sus ascendientes hasta el segundo grado civil inclusive, la nobleza de cien años de dos de sus apellidos, uno de los cuales siempre será el primero por la línea paterna y el otro, bien el segundo de la citada línea, o el primero de la materna; esto queda a elección del pretendiente al ingreso. Los caballeros de Justicia, usan como distintivo una cruz octogonal verde, bordada sobre el frac o el uniforme, así como en sus mantos capitulares. Las categorías son: Gran Collar, Gran Cruz, Comendador y Caballero. Solo los miembros, no así los afiliados, están autorizados a usar el uniforme de la Orden, de paño azul oscuro, con cuello y bocamangas blancas, charreteras y pantalón galoneado. Sable o espadín, depende de los actos. Sombrero apuntado y botas de charol. La Orden está regida por el Gran Maestre que lo es con carácter vitalicio y queda autorizado a nombrar un coadjutor. También existen un Consejo Supremo Consultivo y un Secretariado Internacional de Cámara y Gobierno que, respectivamente, orientan al gran maestre en aquellas materias en que se solicita su parecer, y le asisten directamente. Los afiliados, aquellos que practican pruebas de nobleza son denominados como "nobles de mérito" y los dispensados de ellas son considerados únicamente como "de mérito". Tanto los primeros como los segundos pueden tener los mismos grados que los miembros, pero no llevan la cruz bordada. Para estos, existe la cruz denominada de "Mérito", dividida en cuatro categorías, así como medallas, concedidas por relevantes servicios. Orden Militar y Hospitalaria de San Lázaro de Jerusalén, Belén y Nazaret.

## Gran Priorato de España
Para conseguir los mejores resultados en su faceta solidaria la Orden de San Lázaro se divide por países en grandes prioratos. En España está registrada legalmente de acuerdo a la legislación española como asociación sin ánimo de lucro, de ámbito nacional, con capacidad jurídica y plena capacidad de obrar, que se rige por sus Estatutos, inscritos en el Registro Nacional de Asociaciones del Ministerio del Interior con el número nacional 36.502 y fecha de 4 de agosto de 1980, por sus reglamentos y ordenanzas y por la Ley Orgánica 1/2002 de 22 de marzo.
La Orden de San Lázaro tiene cuatro encomiendas territoriales en España (Andalucía, Castilla, Cataluña y Reino de Valencia) y una encomienda histórica (Acebuchal). Su cancillería se encuentra en Calle de Claudio Coello, 112, 28006 Madrid.